# Macedonio Melloni
Macedonio Melloni, född den 11 april 1798 i Parma, död den 11 augusti 1854 i Portici nära Neapel, var en italiensk fysiker.
Melloni blev 1824 universitetsprofessor i sin födelsestad, men måste 1831, till följd av sitt deltagande i de revolutionära rörelserna där, fly till utlandet och bosatte sig som privatman i Paris. 
År 1839 kallades han till direktor vid konservatoriet för konster och hantverk i Neapel och ledde till 1848 dessutom ett meteorologiskt observatorium på Vesuvius. 
Melloni gjorde, med en av honom konstruerad termoelektrisk instrument, viktiga undersökningar över värmestrålningar samt daggbildningen. Han forskade även om bergarternas magnetism, elektromagnetisk induktion och fotografi.
År 1834 tilldelades honom Rumfordmedaljen. Han var korresponderade medlem av Franska vetenskapsakademin och av Royal Society, och invaldes 1845 som utländsk ledamot av Kungliga Vetenskapsakademien. Melloni dog i kolera.